# Daniel Ek
Daniel Ek (født 21. februar 1983) er stifter og ejer af den svenske musiktjeneste Spotify.
Ek voksede op i Rågsved i Stockholm.